# مکمل معدنی معجزه
مکمل معدنی معجزه، که اغلب به عنوان ام‌ام‌اس محلول معدنی معجزه، محلول معدنی مستر، MMS یا پروتکل CD  شناخته می‌شود، کلر دی‌اکسید، از سفید کننده‌های صنعتی است. این ماده از اختلاط سدیم کلریت آبدار با یک اسید (مانند آب میوه‌های مرکبات یا سرکه) ساخته می‌شود. این مخلوط دی‌اکسید کلر، یک ماده شیمیایی سمی را ایجاد می‌کند که می‌تواند باعث حالت تهوع، استفراغ، اسهال و فشار خون پایین مهلک به دلیل کمبود آب بدن شود.
سدیم کلریت، سازنده اصلی MMS، یک ماده شیمیایی سمی است که در صورت بلع می‌تواند باعث نارسایی حاد کلیه شود. مقادیر کم در حدود ۱ گرم آن انتظار می‌رود باعث تهوع، استفراغ، ریختن غشاهای مخاطی داخلی مانند روده کوچک و بزرگ (تولید به اصطلاح " کرم‌های طناب ") و حتی همولیز تهدید کننده زندگی در افرادی شود که کمبود گلوکز -۶ فسفات دهیدروژناز دارند..
سازمان حفاظت از محیط زیست ایالات متحده حداکثر سطح ۰٫۸ میلی‌گرم در لیتر را برای دی‌اکسید کلر در آب آشامیدنی تعیین کرده‌است. نارن گونجا، مدیر مرکز اطلاعات سموم، نیو ساوت ولز، استرالیا اعلام کرده‌است که استفاده از این محصول "کمی مثل نوشیدن کنسانتره سفید کننده " است و که کاربران علائم سازگار با آسیب‌های خورنده مثل استفراغ، درد معده، اسهال و نشان داده‌اند.
ام ام اس به دروغ به عنوان درمانی برای اچ آی وی، مالاریا، ویروس‌های هپاتیت، ویروس آنفلوانزای H1N1، سرماخوردگی، اوتیسم، آکنه، سرطان و موارد دیگر تبلیغ می‌شود. این نام توسط ساینتولوژیست سابق جیم هامبل در کتابی که در سال ۲۰۰۶ با عنوان "راه حل معدنی معجزه قرن ۲۱ " شخصاً منتشر کرده ابداع شد. هیچ آزمایش بالینی برای آزمایش این ادعاها وجود نداشته‌است، که منشأ آن فقط گزارش‌های روایتی و کتاب هامبل است. در ژانویه ۲۰۱۰، روزنامه سیدنی مورنینگ هرالد گزارش داد که یکی از فروشندگان اعتراف کرد که برای دور زدن مقررات استفاده از آن به عنوان دارو هیچ‌یک از ادعاهای هامبل را به‌طور مکتوب تکرار نمی‌کنند. فروشندگان برای دور زدن مقررات پزشکی گاهی اوقات MMS را به عنوان دستگاه تصفیه آب توصیف می‌کنند. فدراسیون بین‌المللی جمعیت‌های صلیب سرخ و هلال احمر «به قاطع‌ترین شکل» گزارش‌های مروجین MMS مبنی بر استفاده از این محصول برای مبارزه با مالاریا را رد کرد. در سال ۲۰۱۶، هامبل گفت که MMS «چیزی را درمان نمی‌کند». در اوت ۲۰۱۹، سازمان غذا و دارو هشدار ۲۰۱۰ خود را در مورد استفاده از محصولات MMS تکرار کرد و آن را «همانند نوشیدن سفید کننده» توصیف کرد.